# سد استقلال
سد استقلال شهرستان میناب نام سدی است در استان هرمزگان که در۳ کیلومتری شمال شرق شهر میناب واقع شده‌است.
عملیات اجرائی ساخت این سد از سال ۱۳۵۳ شروع و در سال ۱۳۶۲ به بهره‌برداری رسید. اکثر آب این سد به مصرف آشامیدن و صنایع شهر بندرعباس می‌رسد و مازاد آن از طریق شبکه‌های آبیاری به مصرف زمین‌های کشاورزی شهرستان میناب می‌رسد. این سد تنها ۳۰ کیلومتر از ساحل دریای عمان فاصله دارد.

## مشخصات سد
سد استقلال میناب با ارتفاع ۵۹ متر، عرض پی و تاج سد به ترتیب ۵۸ متر و ۳ متر و ترازهای تاج در حداکثر ارتفاع آب و تراز نرمال آب مخزن به ترتیب ۵۰/۱۰۰، ۴۰/۹۹ و ۵۰/۹۸ متر از سطح دریا می‌باشد. حجم اولیه مخزن سد ۳۵۰ میلیون مترمکعب و حجم مفید آن ۲۷۰ میلیون مترمکعب بوده‌است. حجم کل مخزن آن طبق آخرین اطلاعات اعلامی ۲۵۸ میلیون متر مکعب و حجم مفید مخزن در رقوم نرمال ۲۱۷ میلیون متر مکعب است.
زمین‌شناسی، انواع سنگهای رسوبی محل سد که به صورت متناوب قرار گرفته‌اند به شرح ذیل می‌باشند:
ماسه سنگ، ماسه سنگ مارنی، ماسه سنگ سیلتی، مارن ماسه‌ای (لای سنگ ماسه‌ای) مارن (لای سنگ، گل سنگ)، مارن رسی (لای سنگ رسی)، سنگ‌های مزبور مربوط به دوره الیگومیوسن (فارس) می‌باشند.
پایه‌های سد که مقدار اعظم فشار سد را به پی‌های صخره أی منتقل می‌کنند بر روی ماسه سنگ‌های نسبتاً عریض (تقریباً ۱۲ متر قرار گرفته‌اند)

## اهداف احداث سد
اهداف احداث این سد عبارتند از:
- محافظت مناطق زیر کشت در مقابل سیلابها.
- تنظیم آب رودخانه.
- آبیاری نخلستانها بر اساس سیستم جدید آبیاری با توجه به شرایط طبیعی و محدودیت‌های آن.
- توسعه و افزایش سطح زیر کشت
- مقابله با خطرات شوری زمین به‌علت ارتباط آب‌های شور زیرزمینی با سطح خاک.
- علاوه بر آبیاری ده هزار هکتار از زمین‌ها و باغ‌های میناب، قسمت عمدهٔ آب مصرفی شهر بندرعباس را نیز تأمین می‌کند.

## نحوه مصرف آب سد و اثرات زیست‌محیطی
نتایج یک مطالعه اثرات محیط زیستی سد استقلال نشان داد سد بر روی محیط بیولوژیکی و محیط اقتصادی اجتماعی اثری مثبت داشته و نمرات (۵/۲۰۷ +) و (۲۵/۳۲۹ +) رابه خود اختصاص داده‌است و تنها برمحیط فیزیکی شیمیایی اثر منفی معادل با (۲۴۲ -) داشته‌است ولی درمجموع وجود سد استقلال میناب وبهره برداری ازآن بانمره (۷۵/۲۹۴ +) تأثیر مثبتی برمنطقه داشته‌است. همچنین راهکارهای مدیریتی جهت تقلیل آثار منفی ناشی بهره‌برداری سد از جمله کاهش رسوب ورودی به دریاچه از طریق ایجاد سدهایی در بالادست سد استقلال و ترویج روش بیولوژیکی درمبارزه با آفات زراعی به جای سموم پیشنهاد شده‌است.

## نگارخانه

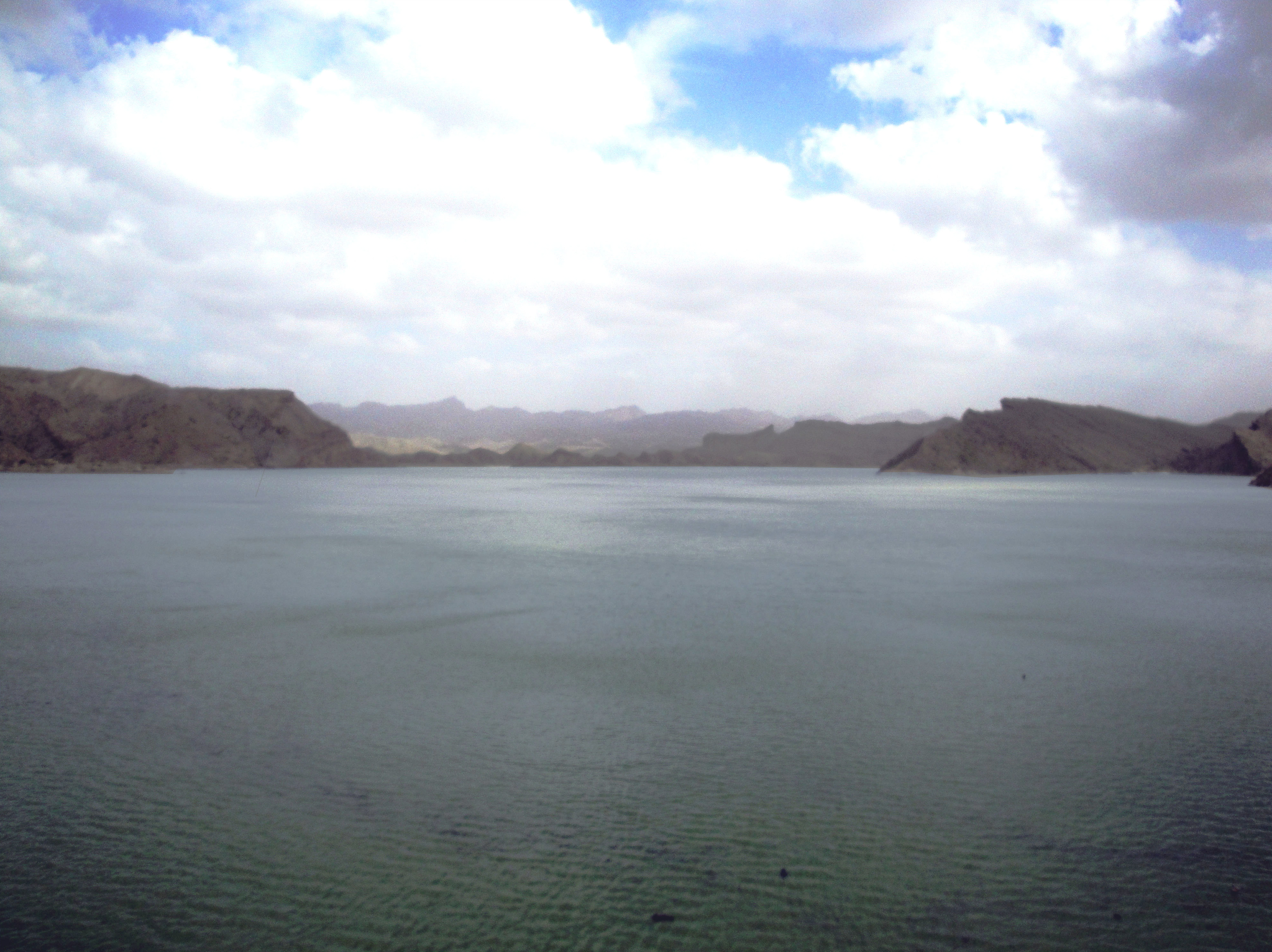
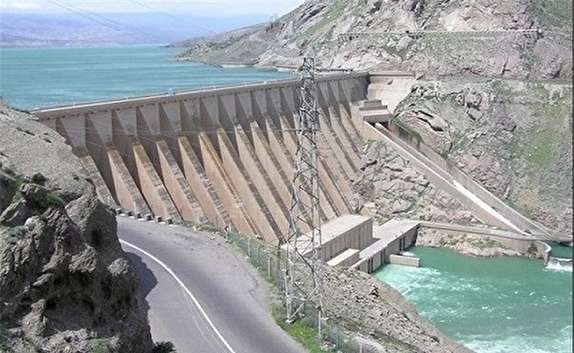